# Wehrkotten
Wehrkotten ist ein Wohnplatz in der Gemeinde Kürten im Rheinisch-Bergischen Kreis.

## Lage und Beschreibung
Der Ort liegt abseits überregionaler Straßen nördlich von Bechen.

## Geschichte
Der Ort ist auf der Topographischen Aufnahme der Rheinlande von 1824  und auf der Preußischen Uraufnahme von 1840 als Wehrkotten verzeichnet.
Ab der Preußischen Neuaufnahme von 1892 ist er auf Messtischblättern regelmäßig als Wehrkotten verzeichnet.
1822 lebten zehn Menschen im als Haus kategorisierten und Werkotten bezeichneten Ort.
1830 hatte der Ort zehn Einwohner und wurde mit Werkotten bezeichnet.
Der 1845 laut der Uebersicht des Regierungs-Bezirks Cöln als Hof kategorisierte Ort besaß zu dieser Zeit ein Wohnhaus. Zu dieser Zeit lebten neun Einwohner im Ort, davon alle katholischen Bekenntnisses.
Die Gemeinde- und Gutbezirksstatistik der Rheinprovinz führt Wehrkotten 1871 mit einem Wohnhaus und fünf Einwohnern auf.
Im Gemeindelexikon für die Provinz Rheinland von 1888 werden zwei Wohnhäuser mit sechs Einwohnern angegeben.
1895 hatte der Ort ein Wohnhaus und neun Einwohner.
1905 besaß der Ort ein Wohnhaus und sieben Einwohner und gehörte konfessionell zum katholischen Kirchspiel Bechen.
1927 wurden die Bürgermeisterei Kürten in das Amt Kürten überführt. In der Weimarer Republik wurden 1929 die Ämter Kürten mit den Gemeinden Kürten und Bechen und Olpe mit den Gemeinden Olpe und Wipperfeld zum Amt Kürten zusammengelegt. Der Kreis Wipperfürth ging am 1. Oktober 1932 in den Rheinisch-Bergischen Kreis mit Sitz in Bergisch Gladbach auf.
1975 entstand aufgrund des Köln-Gesetzes die heutige Gemeinde Kürten, zu der neben den Ämtern Kürten, Bechen und Olpe ein Teilgebiet der Stadt Bensberg mit Dürscheid und den umliegenden Gebieten kam.